# Tour de Toscane féminin-Mémorial Michela Fanini 2017
La 23e édition du Tour de Toscane féminin-Mémorial Michela Fanini a lieu du 8 septembre au 10 septembre 2017. La course fait partie du calendrier international féminin UCI 2017 en catégorie 2.2.
Le prologue est dominé par la formation Cervélo Bigla avec Lisa Klein à la première place. Le lendemain, sur une étape vallonnée, Janneke Ensing surprend Ashleigh Moolman au sprint et s'empare au passage de la tête du classement général. Sur l'ultime étape, la Cervélo Bigla utilise sa force collective pour piéger la Néerlandaise. Ashleigh Moolman attaque à plusieurs reprises avant de s'imposer seule. Elle gagne donc ce Tour de Toscane devant sa coéquipière Cecilie Uttrup Ludwig, qui est au passage la meilleure jeune, et Ewelina Szybiak . Ashleigh Moolman remporte également le classement par points et celui de la montagne.

## Équipes
| Équipes féminines professionnelles (11)- Alé Cipollini Galassia - Aromitalia Vaiano - Astana Women's Team - Cervélo Bigla - Conceria Zabri-Fannini-Guerciotti - Giusfredi-Bianchi - Minsk Cycling Club - SC Michela Fanini - Servetto Giusta - Top Girls Fassa Bortolo - Valcar PBM Équipes nationales (3)- Israël - Russie - Slovaquie Équipe féminines amateur (5)- ACS Cycling Chirio - Team Dukla Praha Women - Dynamo Palmira - Mat Atom Deweloper - Team Stuttgart |
| |

En sus trois sélections régionales sont présentes :
| Équipes UCI           | Équipes UCI | Équipes UCI |
| Nom de l'équipe       | Pays        | Code        |
| --------------------- | ----------- | ----------- |
| Équipe du Pays-Basque | Espagne     |             |
| Équipe de Lombardie   | Italie      |             |
| Équipe de Vénétie     | Italie      |             |

## Étapes
| Étape     | Date     | Villes étapes                   | type            | Distance (km) | Vainqueur d'étape | Leader du classement général |
| --------- | -------- | ------------------------------- | --------------- | ------------- | ----------------- | ---------------------------- |
| Prologue  | 8 sept.  | Campi Bisenzio – Campi Bisenzio | prologue        | 2,2           | Lisa Klein        | Lisa Klein                   |
| 1re étape | 9 sept.  | Capannori – Capannori           | étape vallonnée | 133,6         | Janneke Ensing    | Janneke Ensing               |
| 2e étape  | 10 sept. | Lucques – Capannori             | étape vallonnée | 121,8         | Ashleigh Moolman  | Ashleigh Moolman             |

## Déroulement de la course

### Prologue
La formation Cervélo Bigla domine le prologue en occupant l'intégralité du podium.
| \| Classement de l'étape \| Classement de l'étape \| Classement de l'étape \| Classement de l'étape \| Classement de l'étape \| \| Coureuse \| Coureuse \| Pays \| Équipe \| Temps \| \| --------------------- \| --------------------- \| --------------------- \| --------------------- \| --------------------- \| \| 1re \| Lisa Klein \| Allemagne \| Cervélo Bigla \| 2 min 52 s \| \| 2e \| Cecilie Uttrup Ludwig \| Danemark \| Cervélo Bigla \| + 1 s \| \| 3e \| Ashleigh Moolman \| Afrique du Sud \| Cervélo Bigla \| + 1 s \| \| 4e \| Janneke Ensing \| Pays-Bas \| Alé Cipollini \| + 6 s \| \| 5e \| Elisa Balsamo \| Italie \| Valcar PBM \| + 6 s \| \| 6e \| Clara Koppenburg \| Allemagne \| Cervélo Bigla \| + 6 s \| \| 7e \| Marta Cavalli \| Italie \| Valcar PBM \| + 7 s \| \| 8e \| Katarzyna Wilkos \| Pologne \| Mat Atom Deweloper \| + 9 s \| \| 9e \| Stephanie Pohl \| Allemagne \| Cervélo Bigla \| + 9 s \| \| 10e \| Cristina Sanabria \| Colombie \| Servetto Giusta \| + 9 s \| |                       |                |                    |            |
| |                       |                |                    |            |
| Source : ProCyclingStats |                       |                |                    |            |
| Classement de l'étape |                       |                |                    |            |
| Coureuse | Coureuse              | Pays           | Équipe             | Temps      |
| 1re | Lisa Klein            | Allemagne      | Cervélo Bigla      | 2 min 52 s |
| 2e | Cecilie Uttrup Ludwig | Danemark       | Cervélo Bigla      | + 1 s      |
| 3e | Ashleigh Moolman      | Afrique du Sud | Cervélo Bigla      | + 1 s      |
| 4e | Janneke Ensing        | Pays-Bas       | Alé Cipollini      | + 6 s      |
| 5e | Elisa Balsamo         | Italie         | Valcar PBM         | + 6 s      |
| 6e | Clara Koppenburg      | Allemagne      | Cervélo Bigla      | + 6 s      |
| 7e | Marta Cavalli         | Italie         | Valcar PBM         | + 7 s      |
| 8e | Katarzyna Wilkos      | Pologne        | Mat Atom Deweloper | + 9 s      |
| 9e | Stephanie Pohl        | Allemagne      | Cervélo Bigla      | + 9 s      |
| 10e | Cristina Sanabria     | Colombie       | Servetto Giusta    | + 9 s      |

| \| Classement général \| Classement général \| Classement général \| Classement général \| Classement général \| \| Coureuse \| Coureuse \| Pays \| Équipe \| Temps \| \| ------------------ \| --------------------- \| ------------------ \| ------------------ \| ------------------ \| \| 1re \| Lisa Klein \| Allemagne \| Cervélo Bigla \| 2 min 52 s \| \| 2e \| Cecilie Uttrup Ludwig \| Danemark \| Cervélo Bigla \| + 1 s \| \| 3e \| Ashleigh Moolman \| Afrique du Sud \| Cervélo Bigla \| + 1 s \| \| 4e \| Janneke Ensing \| Pays-Bas \| Alé Cipollini \| + 6 s \| \| 5e \| Elisa Balsamo \| Italie \| Valcar PBM \| + 6 s \| \| 6e \| Clara Koppenburg \| Allemagne \| Cervélo Bigla \| + 6 s \| \| 7e \| Marta Cavalli \| Italie \| Valcar PBM \| + 7 s \| \| 8e \| Katarzyna Wilkos \| Pologne \| Mat Atom Deweloper \| + 9 s \| \| 9e \| Stephanie Pohl \| Allemagne \| Cervélo Bigla \| + 9 s \| \| 10e \| Cristina Sanabria \| Colombie \| Servetto Giusta \| + 9 s \| |                       |                |                    |            |
| |                       |                |                    |            |
| Source : ProCyclingStats |                       |                |                    |            |
| Classement général |                       |                |                    |            |
| Coureuse | Coureuse              | Pays           | Équipe             | Temps      |
| 1re | Lisa Klein            | Allemagne      | Cervélo Bigla      | 2 min 52 s |
| 2e | Cecilie Uttrup Ludwig | Danemark       | Cervélo Bigla      | + 1 s      |
| 3e | Ashleigh Moolman      | Afrique du Sud | Cervélo Bigla      | + 1 s      |
| 4e | Janneke Ensing        | Pays-Bas       | Alé Cipollini      | + 6 s      |
| 5e | Elisa Balsamo         | Italie         | Valcar PBM         | + 6 s      |
| 6e | Clara Koppenburg      | Allemagne      | Cervélo Bigla      | + 6 s      |
| 7e | Marta Cavalli         | Italie         | Valcar PBM         | + 7 s      |
| 8e | Katarzyna Wilkos      | Pologne        | Mat Atom Deweloper | + 9 s      |
| 9e | Stephanie Pohl        | Allemagne      | Cervélo Bigla      | + 9 s      |
| 10e | Cristina Sanabria     | Colombie       | Servetto Giusta    | + 9 s      |

### 1reétape
Ksenia Tcymbaliyk et Tereza Korvasova forment une échappée avant le circuit final autour de Segromigno in Monte. Sa côte avec une partie à 12 %, permet d'effectuer une sélection. Dans la première montée, Ashleigh Moolman, Cecilie Uttrup Ludwig et Janneke Ensing se détachent. Toutefois, elles sont rapidement reprises. Dans la deuxième montée, Moolman et Ensing sont cette fois accompagnées de Maria Giulia Confalonieri. Janneke Ensing négocie au mieux le sprint en descente et s'impose devant Ashleigh Moolman. Elle s'empare de la tête du classement général.
| \| Classement de l'étape \| Classement de l'étape \| Classement de l'étape \| Classement de l'étape \| Classement de l'étape \| \| Coureuse \| Coureuse \| Pays \| Équipe \| Temps \| \| --------------------- \| ------------------------- \| --------------------- \| -------------------------------- \| --------------------- \| \| 1re \| Janneke Ensing \| Pays-Bas \| Alé Cipollini \| 3 h 22 min 03 s \| \| 2e \| Ashleigh Moolman \| Afrique du Sud \| Cervélo Bigla \| + 0 s \| \| 3e \| Maria Giulia Confalonieri \| Italie \| Lensworld-Kuota \| + 0 s \| \| 4e \| Marta Lach \| Pologne \| Mat Atom Deweloper \| + 5 s \| \| 5e \| Elisa Balsamo \| Italie \| Valcar PBM \| + 5 s \| \| 6e \| Debora Silvestri \| Italie \| \| + 5 s \| \| 7e \| Lisa Klein \| Allemagne \| Cervélo Bigla \| + 5 s \| \| 8e \| Rasa Leleivytė \| Lituanie \| Aromitalia Vaiano \| + 5 s \| \| 9e \| Carmela Cipriani \| Italie \| Conceria Zabri-Fanini-Guerciotti \| + 5 s \| \| 10e \| Michela Balducci \| Italie \| Giusfredi-Bianchi \| + 5 s \| |                           |                |                                  |                 |
| |                           |                |                                  |                 |
| Source : ProCyclingStats |                           |                |                                  |                 |
| Classement de l'étape |                           |                |                                  |                 |
| Coureuse | Coureuse                  | Pays           | Équipe                           | Temps           |
| 1re | Janneke Ensing            | Pays-Bas       | Alé Cipollini                    | 3 h 22 min 03 s |
| 2e | Ashleigh Moolman          | Afrique du Sud | Cervélo Bigla                    | + 0 s           |
| 3e | Maria Giulia Confalonieri | Italie         | Lensworld-Kuota                  | + 0 s           |
| 4e | Marta Lach                | Pologne        | Mat Atom Deweloper               | + 5 s           |
| 5e | Elisa Balsamo             | Italie         | Valcar PBM                       | + 5 s           |
| 6e | Debora Silvestri          | Italie         |                                  | + 5 s           |
| 7e | Lisa Klein                | Allemagne      | Cervélo Bigla                    | + 5 s           |
| 8e | Rasa Leleivytė            | Lituanie       | Aromitalia Vaiano                | + 5 s           |
| 9e | Carmela Cipriani          | Italie         | Conceria Zabri-Fanini-Guerciotti | + 5 s           |
| 10e | Michela Balducci          | Italie         | Giusfredi-Bianchi                | + 5 s           |

| \| Classement général \| Classement général \| Classement général \| Classement général \| Classement général \| \| Coureuse \| Coureuse \| Pays \| Équipe \| Temps \| \| ------------------ \| ------------------------- \| ------------------ \| ------------------ \| ------------------ \| \| 1re \| Janneke Ensing \| Pays-Bas \| Alé Cipollini \| 3 h 24 min 48 s \| \| 2e \| Ashleigh Moolman \| Afrique du Sud \| Cervélo Bigla \| + 0 s \| \| 3e \| Cecilie Uttrup Ludwig \| Danemark \| Cervélo Bigla \| + 12 s \| \| 4e \| Lisa Klein \| Allemagne \| Cervélo Bigla \| + 12 s \| \| 5e \| Maria Giulia Confalonieri \| Italie \| Lensworld-Kuota \| + 16 s \| \| 6e \| Elisa Balsamo \| Italie \| Valcar PBM \| + 18 s \| \| 7e \| Clara Koppenburg \| Allemagne \| Cervélo Bigla \| + 18 s \| \| 8e \| Katarzyna Wilkos \| Pologne \| Mat Atom Deweloper \| + 21 s \| \| 9e \| Jarmila Machačová \| Tchéquie \| \| + 22 s \| \| 10e \| Debora Silvestri \| Italie \| \| + 22 s \| |                           |                |                    |                 |
| |                           |                |                    |                 |
| Source : ProCyclingStats |                           |                |                    |                 |
| Classement général |                           |                |                    |                 |
| Coureuse | Coureuse                  | Pays           | Équipe             | Temps           |
| 1re | Janneke Ensing            | Pays-Bas       | Alé Cipollini      | 3 h 24 min 48 s |
| 2e | Ashleigh Moolman          | Afrique du Sud | Cervélo Bigla      | + 0 s           |
| 3e | Cecilie Uttrup Ludwig     | Danemark       | Cervélo Bigla      | + 12 s          |
| 4e | Lisa Klein                | Allemagne      | Cervélo Bigla      | + 12 s          |
| 5e | Maria Giulia Confalonieri | Italie         | Lensworld-Kuota    | + 16 s          |
| 6e | Elisa Balsamo             | Italie         | Valcar PBM         | + 18 s          |
| 7e | Clara Koppenburg          | Allemagne      | Cervélo Bigla      | + 18 s          |
| 8e | Katarzyna Wilkos          | Pologne        | Mat Atom Deweloper | + 21 s          |
| 9e | Jarmila Machačová         | Tchéquie       |                    | + 22 s          |
| 10e | Debora Silvestri          | Italie         |                    | + 22 s          |

### 2eétape
Lors du premier tour, Lisa Klein et Silvia Persico attaquent. Derrière, dans la troisième montée de la Via della Selvette, au kilomètre quarante-six, Ashleigh Moolman accélère afin de revenir à l'avant. Son avance monte à trente secondes, mais elle est reprise. Les deux échappées sont toujours devant avec deux minutes d'écart. Le peloton les reprend au kilomètre quatre-vingt-sept dans l'ascension vers Valgiano alors qu'Ashleigh Moolman, Cecilie Uttrup Ludwig et Ewelina Szybiak sont détachées. Janneke Ensing est piégée. Lors l'ascension suivante de cette côte, Ashleigh Moolman attaque de nouveau afin de s'imposer seule. Elle devient également vainqueur final de ce Tour de Toscane. Sa coéquipière Cecilie Uttrup Ludwig prend la deuxième place devant Ewelina Szybiak.
| \| Classement de l'étape \| Classement de l'étape \| Classement de l'étape \| Classement de l'étape \| Classement de l'étape \| \| Coureuse \| Coureuse \| Pays \| Équipe \| Temps \| \| --------------------- \| ------------------------- \| --------------------- \| --------------------- \| --------------------- \| \| 1re \| Ashleigh Moolman \| Afrique du Sud \| Cervélo Bigla \| 3 h 15 min 50 s \| \| 2e \| Cecilie Uttrup Ludwig \| Danemark \| Cervélo Bigla \| + 16 s \| \| 3e \| Ewelina Szybiak \| Pologne \| Mat Atom Deweloper \| + 22 s \| \| 4e \| Mónika Király \| Hongrie \| SC Michela Fanini \| + 2 min 38 s \| \| 5e \| Janneke Ensing \| Pays-Bas \| Alé Cipollini \| + 2 min 50 s \| \| 6e \| Aurela Nerlo \| Pologne \| Mat Atom Deweloper \| + 2 min 57 s \| \| 7e \| Angelica Brogi \| Italie \| Aromitalia Vaiano \| + 2 min 57 s \| \| 8e \| Vania Canvelli \| Italie \| Giusfredi-Bianchi \| + 2 min 57 s \| \| 9e \| Anastasia Iakovenko \| Russie \| \| + 2 min 57 s \| \| 10e \| Maria Giulia Confalonieri \| Italie \| Lensworld-Kuota \| + 2 min 57 s \| |                           |                |                    |                 |
| |                           |                |                    |                 |
| Source : ProCyclingStats |                           |                |                    |                 |
| Classement de l'étape |                           |                |                    |                 |
| Coureuse | Coureuse                  | Pays           | Équipe             | Temps           |
| 1re | Ashleigh Moolman          | Afrique du Sud | Cervélo Bigla      | 3 h 15 min 50 s |
| 2e | Cecilie Uttrup Ludwig     | Danemark       | Cervélo Bigla      | + 16 s          |
| 3e | Ewelina Szybiak           | Pologne        | Mat Atom Deweloper | + 22 s          |
| 4e | Mónika Király             | Hongrie        | SC Michela Fanini  | + 2 min 38 s    |
| 5e | Janneke Ensing            | Pays-Bas       | Alé Cipollini      | + 2 min 50 s    |
| 6e | Aurela Nerlo              | Pologne        | Mat Atom Deweloper | + 2 min 57 s    |
| 7e | Angelica Brogi            | Italie         | Aromitalia Vaiano  | + 2 min 57 s    |
| 8e | Vania Canvelli            | Italie         | Giusfredi-Bianchi  | + 2 min 57 s    |
| 9e | Anastasia Iakovenko       | Russie         |                    | + 2 min 57 s    |
| 10e | Maria Giulia Confalonieri | Italie         | Lensworld-Kuota    | + 2 min 57 s    |

## Classements finals

### Classement général final
| \| Classement général \| Classement général \| Classement général \| Classement général \| Classement général \| \| Coureuse \| Coureuse \| Pays \| Équipe \| Temps \| \| ------------------ \| ------------------------- \| ------------------ \| ------------------ \| ------------------ \| \| 1re \| Ashleigh Moolman \| Afrique du Sud \| Cervélo Bigla \| 6 h 40 min 28 s \| \| 2e \| Cecilie Uttrup Ludwig \| Danemark \| Cervélo Bigla \| + 32 s \| \| 3e \| Ewelina Szybiak \| Pologne \| Mat Atom Deweloper \| + 54 s \| \| 4e \| Janneke Ensing \| Pays-Bas \| Alé Cipollini \| + 2 min 59 s \| \| 5e \| Mónika Király \| Hongrie \| SC Michela Fanini \| + 3 min 17 s \| \| 6e \| Maria Giulia Confalonieri \| Italie \| Lensworld-Kuota \| + 3 min 23 s \| \| 7e \| Elisa Balsamo \| Italie \| Valcar PBM \| + 3 min 25 s \| \| 8e \| Angelica Brogi \| Italie \| Aromitalia Vaiano \| + 3 min 30 s \| \| 9e \| Kseniya Dobrynina \| Russie \| Servetto Giusta \| + 3 min 31 s \| \| 10e \| Anastasia Iakovenko \| Russie \| \| + 3 min 36 s \| |                           |                |                    |                 |
| |                           |                |                    |                 |
| Source : ProCyclingStats |                           |                |                    |                 |
| Classement général |                           |                |                    |                 |
| Coureuse | Coureuse                  | Pays           | Équipe             | Temps           |
| 1re | Ashleigh Moolman          | Afrique du Sud | Cervélo Bigla      | 6 h 40 min 28 s |
| 2e | Cecilie Uttrup Ludwig     | Danemark       | Cervélo Bigla      | + 32 s          |
| 3e | Ewelina Szybiak           | Pologne        | Mat Atom Deweloper | + 54 s          |
| 4e | Janneke Ensing            | Pays-Bas       | Alé Cipollini      | + 2 min 59 s    |
| 5e | Mónika Király             | Hongrie        | SC Michela Fanini  | + 3 min 17 s    |
| 6e | Maria Giulia Confalonieri | Italie         | Lensworld-Kuota    | + 3 min 23 s    |
| 7e | Elisa Balsamo             | Italie         | Valcar PBM         | + 3 min 25 s    |
| 8e | Angelica Brogi            | Italie         | Aromitalia Vaiano  | + 3 min 30 s    |
| 9e | Kseniya Dobrynina         | Russie         | Servetto Giusta    | + 3 min 31 s    |
| 10e | Anastasia Iakovenko       | Russie         |                    | + 3 min 36 s    |

### Points UCI
| Position,          | 1er | 2e | 3e | 4e | 5e | 6e | 7e | 8e | 9e | 10e |
| Classement général | 40  | 30 | 16 | 12 | 10 | 8  | 6  | 3  | 2  | 1   |
| Par étape          | 8   | 5  | 3  | 1  |    |    |    |    |    |     |
| Leader, par étape  | 2   |    |    |    |    |    |    |    |    |     |

### Classements annexes

#### Classement par points
| Classement par points | Classement par points | Classement par points | Classement par points | Classement par points |
| Coureuse              | Coureuse              | Pays                  | Équipe                | Points                |
| --------------------- | --------------------- | --------------------- | --------------------- | --------------------- |
| 1re                   | Ashleigh Moolman      | Afrique du Sud        | Cervélo Bigla         | 29 pts                |
| 2e                    | Janneke Ensing        | Pays-Bas              | Alé Cipollini         | 25 pts                |
| 3e                    | Cecilie Uttrup Ludwig | Danemark              | Cervélo Bigla         | 13 pts                |

#### Classement de la meilleure grimpeuse
| Classement de la meilleure grimpeuse | Classement de la meilleure grimpeuse | Classement de la meilleure grimpeuse | Classement de la meilleure grimpeuse | Classement de la meilleure grimpeuse |
| ------------------------------------ | ------------------------------------ | ------------------------------------ | ------------------------------------ | ------------------------------------ |
|                                      | Coureur                              | Pays                                 | Équipe                               | Point(s)                             |
| 1er                                  | Ashleigh Moolman                     | Afrique du Sud                       | Cervélo Bigla                        | 32 points                            |
| 2e                                   | Silvia Persico                       | Italie                               | Valcar PBM                           | 16 pts                               |
| 3e                                   | Lisa Klein                           | Allemagne                            | Cervélo Bigla                        | 14 pts                               |
| modifier                             |                                      |                                      |                                      |                                      |

#### Classement de la meilleure jeune
| Classement de la meilleure jeune | Classement de la meilleure jeune | Classement de la meilleure jeune | Classement de la meilleure jeune | Classement de la meilleure jeune |
|                                  | Coureur                          | Pays                             | Équipe                           | Temps                            |
| -------------------------------- | -------------------------------- | -------------------------------- | -------------------------------- | -------------------------------- |
| 1er                              | Cecilie Uttrup Ludwig            | Danemark                         | Cervélo Bigla                    | en 6 h 41 min 0 s                |
| 2e                               | Elisa Balsamo                    | Italie                           | Valcar PBM                       | +2 min 53 s                      |
| 3e                               | Angelica Brogi                   | Italie                           | Aromitalia Vaiano                | +2 min 58 s                      |
| modifier                         |                                  |                                  |                                  |                                  |

## Évolution des classements
| Étape              | Vainqueur          | Classement général | Classement par point | Classement de la montagne | Classement de la meilleure jeune |
| ------------------ | ------------------ | ------------------ | -------------------- | ------------------------- | -------------------------------- |
| P                  | Lisa Klein         | Lisa Klein         | Lisa Klein           | Non attribué              | Lisa Klein                       |
| 1                  | Janneke Ensing     | Janneke Ensing     | Janneke Ensing       | Janneke Ensing            | Cecilie Uttrup Ludwig            |
| 2                  | Ashleigh Moolman   | Ashleigh Moolman   | Ashleigh Moolman     | Ashleigh Moolman          | Cecilie Uttrup Ludwig            |
| Classements finals | Classements finals | Ashleigh Moolman   | Ashleigh Moolman     | Ashleigh Moolman          | Cecilie Uttrup Ludwig            |

## Liste des participantes
Source.

## Organisation et règlement de la course

### Comité d'organisation
L'épreuve est organisée par l'association S.C. Michela Fanini basée à Lunata, près de Lucques.

### Incidents de course
Le règlement de la course permet à une coureuse victime d'un accident de course dans les trois derniers kilomètres d'une étape et qui se verrait retardée pour cette raison de ne pas perdre de temps au classement général. La règle ne s'applique pas au contre-la-montre individuel.

### Classements et bonifications

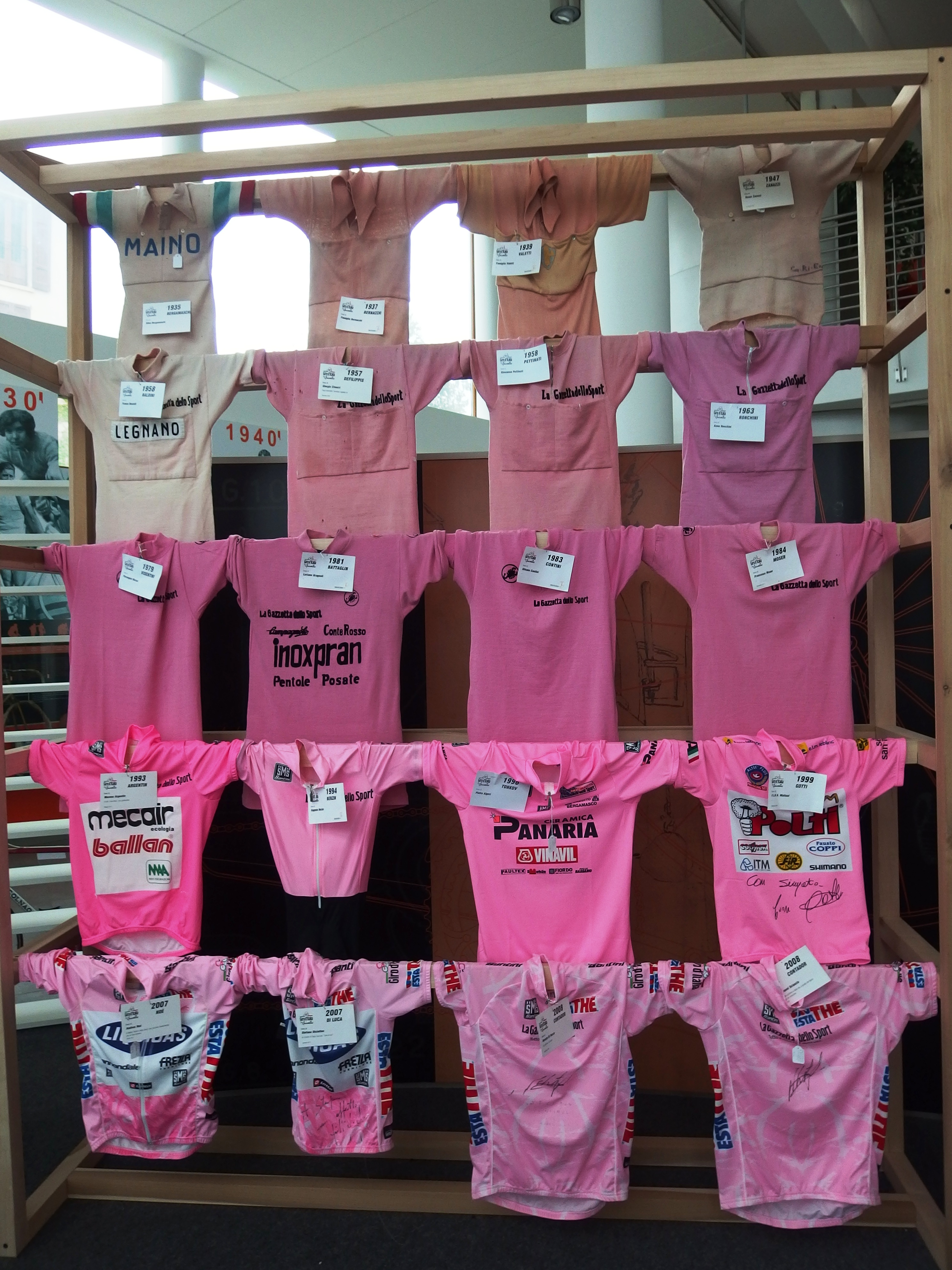
La coureuse en tête du classement général porte un maillot rose, comme sur le Tour d'Italie

Le classement général individuel au temps est calculé par le cumul des temps enregistrés dans chacune des étapes parcourues. Des bonifications et d'éventuelles pénalisations sont incluses dans le calcul du classement. La coureuse qui est première de ce classement est porteuse du maillot rose.
Des bonifications sont attribuées dans cette épreuve. Chaque arrivée d'étape, à l'exception du contre-la-montre individuel, donne lieu à dix secondes, six secondes et quatre secondes pour les trois premières coureuses classées. Par ailleurs, durant la course, il existe des sprints intermédiaires dont les trois premiers sont récompensés respectivement de trois secondes, deux secondes et une seconde.

#### Classement par points
Le maillot cyclamen récompense le classement par points. Celui-ci se calcule selon le classement lors de sprints intermédiaires, dits « Traguardo Volante », et lors des arrivées d'étape. Les trois premières coureuses des sprints intermédiaires reçoivent respectivement 3, 2 et un point. Lors d'une arrivée d'étape, prologue y compris, les dix premières se voient accorder des points selon le décompte suivant : 15, 12, 10, 8, 6, 5, 4, 3, 2, 1 point. En cas d'égalité, les coureuses sont prioritairement départagées par le nombre de victoires d'étapes. Si l'égalité persiste, le nombre de victoires à des sprints intermédiaires puis éventuellement la place obtenue au classement général entrent en compte. Pour être classée, une coureuse doit avoir terminée la course dans les délais.

#### Classement de la meilleure grimpeuse
Le classement du meilleur grimpeur, ou classement des monts, est un classement spécifique basé sur les arrivées au sommet des ascensions répertoriées dans l'ensemble de la course. Elles sont classées en deux catégories. Les ascensions de première catégorie rapportent 9, 6 et 3 points aux trois premières, celles de deuxième catégorie 6, 4 et 2 points. Le premier du classement des monts est détenteur du maillot vert. En cas d'égalité, les coureuses sont prioritairement départagées par le nombre de premières places aux sommets. Si l'égalité persiste, le critère suivant est la place obtenue au classement général. Pour être classée, une coureuse doit avoir terminée la course dans les délais

#### Classement de la meilleure jeune
Le classement de la meilleure jeune ne concerne qu'une certaine catégorie de coureuses, celles étant âgées de moins de 23 ans. C'est-à-dire aux coureuses nées après le 1er janvier 1995. Ce classement, basé sur le classement général, attribue au premier un maillot blanc.

#### Classement des sprints
Le maillot azur récompense le classement des sprints. Celui-ci se calcule selon le classement lors de sprints intermédiaires, dits « Traguardo Volante ». Les trois premières coureuses des sprints intermédiaires reçoivent respectivement 5, 3 et un point. En cas d'égalité, les coureuses sont prioritairement départagées par le nombre de victoires à des sprints intermédiaires puis éventuellement la place obtenue au classement général entrent en compte. Pour être classée, une coureuse doit avoir terminée la course dans les délais.

#### Classement de la meilleure étrangère
Le classement de la meilleure italienne ne concerne que les coureuses n'étant pas de nationalité italienne. Ce classement, basé sur le classement général, attribue à la première un maillot à pois.

#### Répartition des maillots
Chaque coureuse en tête d'un classement est porteuse du maillot ou du dossard distinctif correspondant. Cependant, dans le cas où une coureuse dominerait plusieurs classements, celle-ci ne porte qu'un seul maillot distinctif, selon une priorité de classements. Le classement général au temps est le classement prioritaire, suivi du classement général par points, du classement général du meilleur grimpeur, du classement des sprints, de la meilleure jeune et du classement de la meilleure étrangère. Si ce cas de figure se produit, le maillot correspondant au classement annexe de priorité inférieure n'est pas porté par celle qui domine ce classement mais par son deuxième.

### Primes
Les étapes en ligne, permettent de remporter les primes suivantes:
| Position | 1er   | 2e    | 3e   | 4e   | 5e   | 6e   | 7e   | 8e   | 9e   | 10e  |
| Prix     | 192 € | 111 € | 85 € | 70 € | 58 € | 59 € | 58 € | 58 € | 58 € | 58 € |

En sus, les coureuses placées de la 11e à la 15e place gagnent 27 €.
Le prologue rapporte quant à lui :
| Position | 1er   | 2e   | 3e   | 4e   | 5e   | 6e   | 7e   | 8e   | 9e   | 10e  |
| Prix     | 116 € | 86 € | 59 € | 48 € | 37 € | 37 € | 37 € | 37 € | 37 € | 37 € |

En sus, les coureuses placées de la 11e à la 15e place gagnent 27 €.
Le classement général final attribue les sommes suivantes :
| Position | 1er   | 2e   | 3e   | 4e   | 5e   | 6e   | 7e   | 8e   | 9e   | 10e  |
| Prix     | 114 € | 60 € | 40 € | 35 € | 30 € | 25 € | 25 € | 25 € | 25 € | 25 € |

En sus, les coureuses placées de la 11e à la 15e place gagnent 21 €.